# Franciscanas Missionárias da Mãe do Divino Pastor

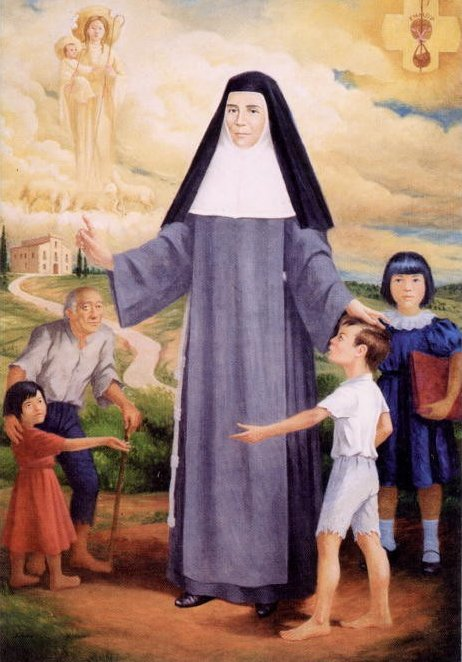
A Beata Maria Ana Mogas Fontcuberta (1827-1886) foi a fundadora das Franciscanas Missionárias da Mãe do Divino Pastor (em Espanha).

As Franciscanas Missionárias da Mãe do Divino Pastor (sigla F.M.M.D.P.) são uma congregação religiosa católica fundada em Espanha, em 1872, pela Beata Maria Ana Mogas Fontcuberta, e que se encontra actualmente presente em todo o Mundo.